# Ashton Dearholt

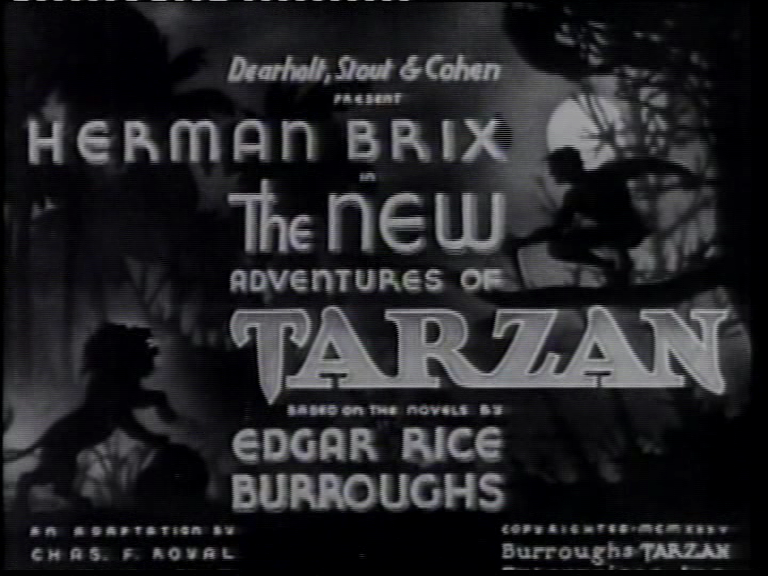
Cartaz do seriado The New Adventures of Tarzan, de 1935, lançado pela Burroughs-Tarzan Enterprises, produção de Ashton Dearholt

Ashton Dearholt (4 de abril de 1894 - 27 de abril de 1942) foi um ator e produtor cinematográfico estadunidense que começou a atuar na era do cinema mudo, alcançando o cinema sonoro e atuando em 75 filmes entre 1915 e 1938. Fundou a Ashton Dearholt Productions, e foi um dos fundadores da Burroughs-Tarzan Enterprises Inc., produziu 14 filmes, dirigiu 2 e escreveu um roteiro para o cinema, em 1924. Ocasionalmente usava o nome Richard Holt.

## Biografia
Ashton nasceu em Milwaukee, Wisconsin, em 4 de abril de 1894, filho de Lee Ashton Dearholt (1869 - 1926) e Katherine Castello Rice (1872 - 1949). Ao ingresar no cinema, seu primeiro filme foi To Melody a Soul Responds, em 1915, pela American Film Company, companhia pela qual fez diversos curta-metragens ao longo dos anos 1915, 1916 e 1917. Em 1918, Dearholt trabalhou pela Universal Studios em vários dramas, porém usualmente trabalhava fora do sistema regular de estúdios, produzindo a série "Pinto Pete", gênero Western, durante os anos 1920.
Fundou a Ashton Dearholt Productions em 1923, produzindo 11 filmes entre 1923 e 1925; em alguns desses filmes usava o nome Richard Holt. Dez anos depois ele e Edgar Rice Burroughs fundaram a companhia Burroughs-Tarzan Enterprises, filmando o seriado The New Adventures of Tarzan. Seu personagem no seriado foi um mercenário explorador antagônico enviado para roubar a valiosa Green Goddess. Durante a produção do seriado, na Guatemala, Dearholt casou com a atriz Ula Holt, e Edgar Rice Burroughs terminou com sua primeira esposa para casar com a ex-mulher de Dearholt, Florence Gilbert. Seu último filme foi justamente The New Adventures of Tarzan, em 1935. Em 1938, foi produzida, pela própria Burroughs-Tarzan Enterprises, uma versão editada em forma de longa metragem do seriado The New Adventures of Tarzan, sob o título Tarzan and the Green Goddess.
Apesar de algumas fontes (IMDB, por exemplo) citarem Don Castello como um dos nomes de Ashton Dearholt, alguns livros o negam. Em Serials and Series: A World Filmography, 1912-1956, de Buck Rainey, na página 172, é relatado que Don Castello teria ficado doente durante a produção e teria sido substituído por Ashton Dearholt. Esse episódio também é reforçado no livro Poverty Row Studios, 1929-1940, de Michael R. Pitts (1997), p. 73.

## Vida pessoal e morte
Casou com a atriz Helene Rosson em 1916, divorciando-se posteriormente. Em 28 de outubro de 1926, Ashton casou com Florence Gilbert, divordiando-se em 1934. Durante a produção do seriado The New Adventures of Tarzan, em 1934, na Guatemala, Dearholt apaixonou-se pela atriz Ula Holt, enquanto Burroughs, que terminara com sua primeira esposa, casou com a ex-mulher de Dearholts, Florence Gilbert. Em julho de 1935, Derholt então casou com Ula Holt.
Ashton morreu em Los Angeles, em 27 de abril de 1942, e foi sepultado no Hollywood Forever Cemetery.

## Filmografia parcial
- To Melody a Soul Responds (1915)
- The Love Hermit (1916)
- Souls in Pawn (1917)
- The Bride's Awakening (1918)
- The Brass Bullet (1918)
- The Branded Four (1920)
- The Mysterious Pearl (1921)
- A Yankee Go Getter (1921)
- The Santa Fe Trail (1923, direção)
- Easy Going Gordon (1925)
- Secret Service Sanders (1925, produção)
- Young Eagles (1934, produção)
- The New Adventures of Tarzan (1935, produção)[7]